# FK Sloboda Užice
El FK Sloboda Užice (serbio: ФК Слобода Пoинт Ceвojнo) es un club de fútbol serbio de la ciudad de Užice, fundado en 1925. El equipo disputa sus partidos como local en el Stadion FK Sloboda y juega en la Prva Liga Srbija. 
En 2010 el FK Sloboda Užice y el FK Sevojno Point se fusionaron y ambos participaron en la SuperLiga como FK Sloboda Point Sevojno, hasta que el nombre FK Sloboda Užice fue restaurado como el nombre oficial del club el 13 de octubre de 2011.

## Uniformes
| Periodo   | Fabricante | Patrocinio  |
| --------- | ---------- | ----------- |
| 2010-2012 | Jako       | Point Group |
| 2012–     | Jako       | Farmakom mb |

## Jugadores destacados
| - Radomir Antić - Dušan Arsenijević - Milan Čančarević - Dragan Ćulum - Slobodan Dogandžić - Milovan Đorić - Ljubinko Drulović - Branko Gavrilović - Tihomir Jelisavčić - Ratko Jokić - Petar Krivokuća - Rešad Kunovac - Nikola Maksimović - Miloš Marić - Đuro Marić - Nenad Markićević - Zoran Njeguš - Goran Pandurović - Miroslav Pavlović - Milojko Pivljaković | - Saša Simić - Uroš Stamatović - Srboljub Stamenković - Nemanja Vidić - Dragoljub Vitić - Mirko Vitić - Miroslav Vukašinović - Ivan Vukomanović - Aleksandar Vulović - Milan Živadinović - Dragan Pejic - Mirsad Omerhodžić - Vladan Vićević - Francis Bossman - Tomáš Poláček - Omega Roberts - Darko Božović - Filip Kasalica - Maroš Klimpl |

## Entrenadores
| - Krešimir Arapović - Đorđe Kačunković (1965) - Ćosić (1970–71) - Terzić (1971) - Marković (1972) - Vukotić (1972–73) - Radonjić (1988–91) - Ivan Čančarević (1991) - Miroslav Vukašinović (1992) - Ivan Čančarević (1992–94) - Berić (1994) - Slobodan Dogandžić (1995) - Milovan Rajevac (1995–96) - J. Jovanović (1996) - S. Jagodić (1996) | - M. Radivojević (1997) - Slobodan Dogandžić (1997) - Jokić (1997–98) - Dimitrijević (1998) - Vojčić (1999) - Jovanović (1999) - Milan Čančarević (2003–04) - Predrag Ristanović (2004) - Zoran Ristanović (2004–06) - Slobodan Dogandžić (2007) - Željko Berić (2008) - Ivan Čančarević (2008–09) - Zoran Njeguš (2009–10) - Ljubiša Stamenković (2010–presente) |

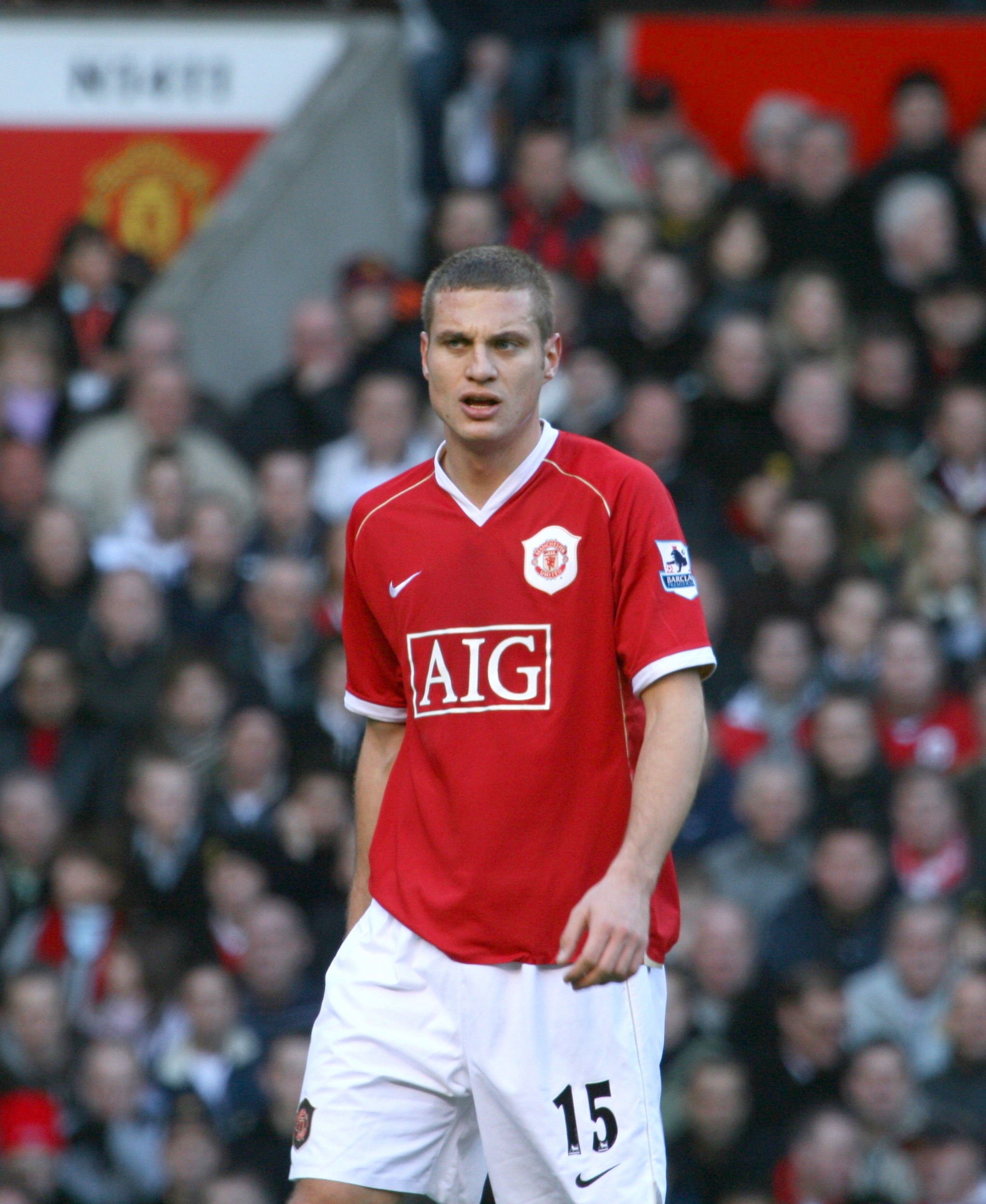
El excapitán del Manchester United Nemanja Vidić es uno de los jugadores más importantes que han estado en el club y uno de los futbolistas serbios más reconocidos del mundo.